# For the Honor of the Force
For the Honor of the Force è un cortometraggio muto del 1913 diretto da George Lessey. Sui poster apparve il titolo The Honor of the Force.

## Trama
Un poliziotto si unisce alla banda di Big Tucker per andare a rubare un documento in casa del suo capitano. I ladri vengono sorpresi e reagiscono, colpendo il padrone di casa. Uno stratagemma riuscirà a far catturare la gang.

## Produzione
Il film fu prodotto dalla Edison Company.

## Distribuzione
Distribuito dalla General Film Company, il film - un cortometraggio in una bobina - uscì nelle sale cinematografiche degli Stati Uniti il 22 settembre 1913.